# Elisabeth Samblowsky
Elisabeth Samblowsky, geboren als Florentine Auguste Elisabeth Margarete Samblowsky (* 21. Juni 1899 in Brüssel; † 29. Oktober 1985 in Düren) war eine deutsche Schauspielerin, die in der Zeit von 1933 bis 1945 aus national-sozialistischer Sicht „halbjüdischer“ Herkunft war. 
Samblowsky wurde als uneheliches Kind geboren. Ihre Eltern waren Konrad Robert Creutz und Elise Sambrowsky. Elisabeth wuchs in Köln auf, wohin die Familie 1903 gezogen war. Sie wurde am 9. August 1908 in Köln evangelisch getauft. 1928 fand sie eine Anstellung beim WDR. Dort wurde sie ab 1933 nicht mehr beschäftigt, da sie keinen Ahnenpass vorweisen konnte. 
Die Theaterintendantin Erna Flecke-Schiefenbusch fälschte den Ahnenpass, damit Samblowsky zum 1. Januar 1934 Mitglied der Reichstheaterkammer werden konnte, denn nur so durfte sie am Theater beschäftigt werden und Schiefenbusch wollte nicht auf sie verzichten. 
Von 1965 bis zu ihrem Tode wohnte Samblowsky in Niederau bei ihrer Freundin Elisabeth Teffer-Müller, einer Maskenbildnerin am Stadttheater. 
Samblowsky war von 1937 bis 1944 am Stadttheater Düren tätig. Intendantin war zu dieser Zeit Erna Flecke-Schiefenbusch.